# Велики гребен
Велики гребен је планина у источној Србији, припада групи Карпатско-балканских планина. Налази се у близини Доњег Милановца. Највиши врх је Црни врх са 656 метара надморске висине. Велики гребен се пружа источне од слива Поречке реке па све до њеног ушћа у Дунав, и налази се у националном парку Ђердап.